# Verbandsgemeinde Maikammer
Verbandsgemeinde Maikammer – gmina związkowa w Niemczech, w kraju związkowym Nadrenia-Palatynat, w powiecie Südliche Weinstraße. Siedziba gminy związkowej znajduje się w miejscowości Maikammer.
1 lipca 2014 gmina związkowa została rozwiązana, a gminy wchodzące w jej skład zostały przyłączone do gminy związkowej Verbandsgemeinde Edenkoben. 8 czerwca 2015 Trybunał Konstytucyjny Nadrenii-Palatynatu uznał połączenie obu gmin związkowych z dnia 1 lipca 2014 za sprzeczne z konstytucją i gminy te ponownie występują osobno.

## Podział administracyjny
Gmina związkowa zrzesza trzy gminy wiejskie:
1. Kirrweiler (Pfalz)
2. Maikammer
3. Sankt Martin